# Rondeau M482

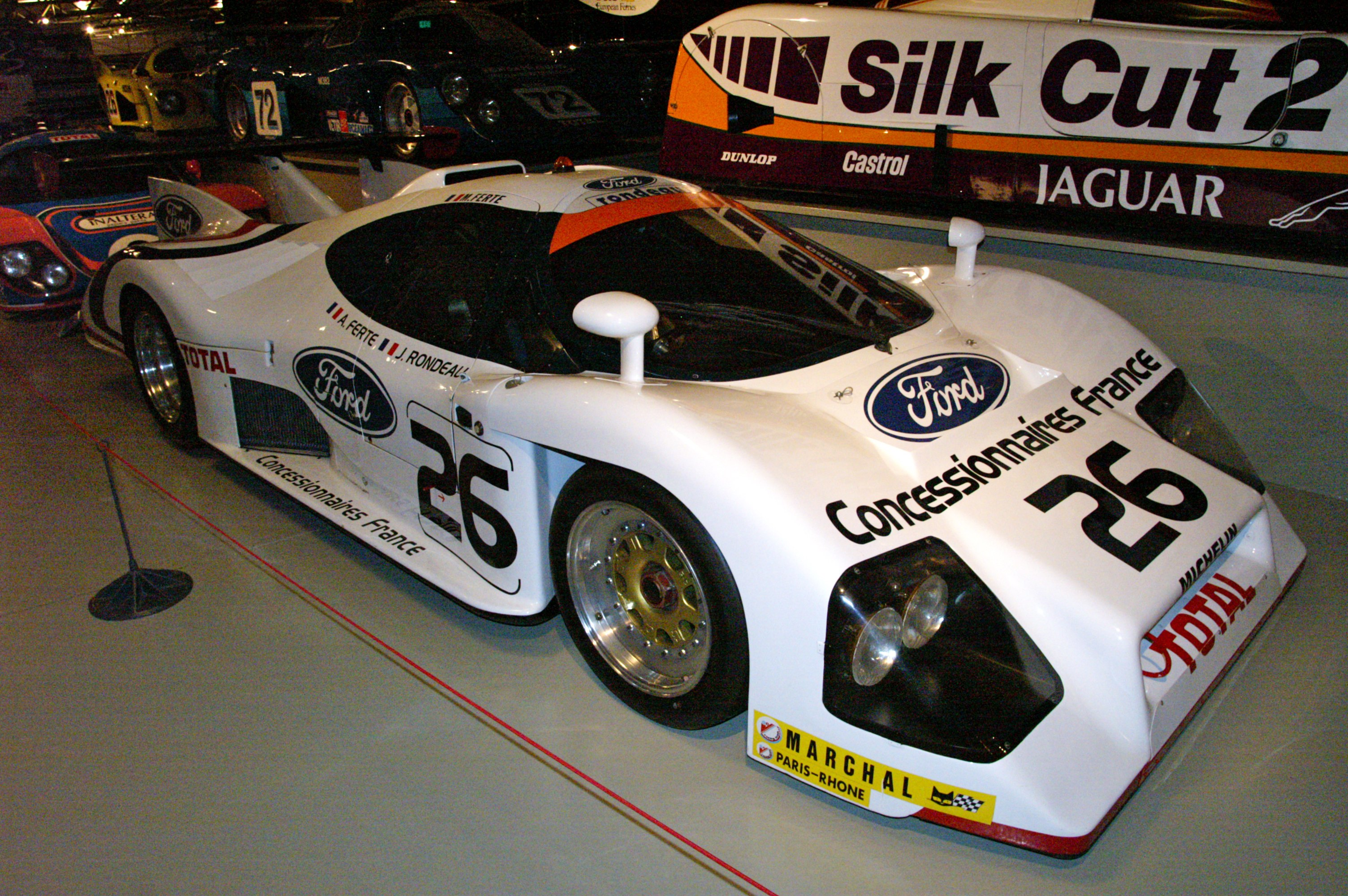
Der Rondeau M482 mit der Startnummer 26; Jean Rondeau und Alain Ferté fuhren diesen Wagen beim 24-Stunden-Rennen von Le Mans 1983

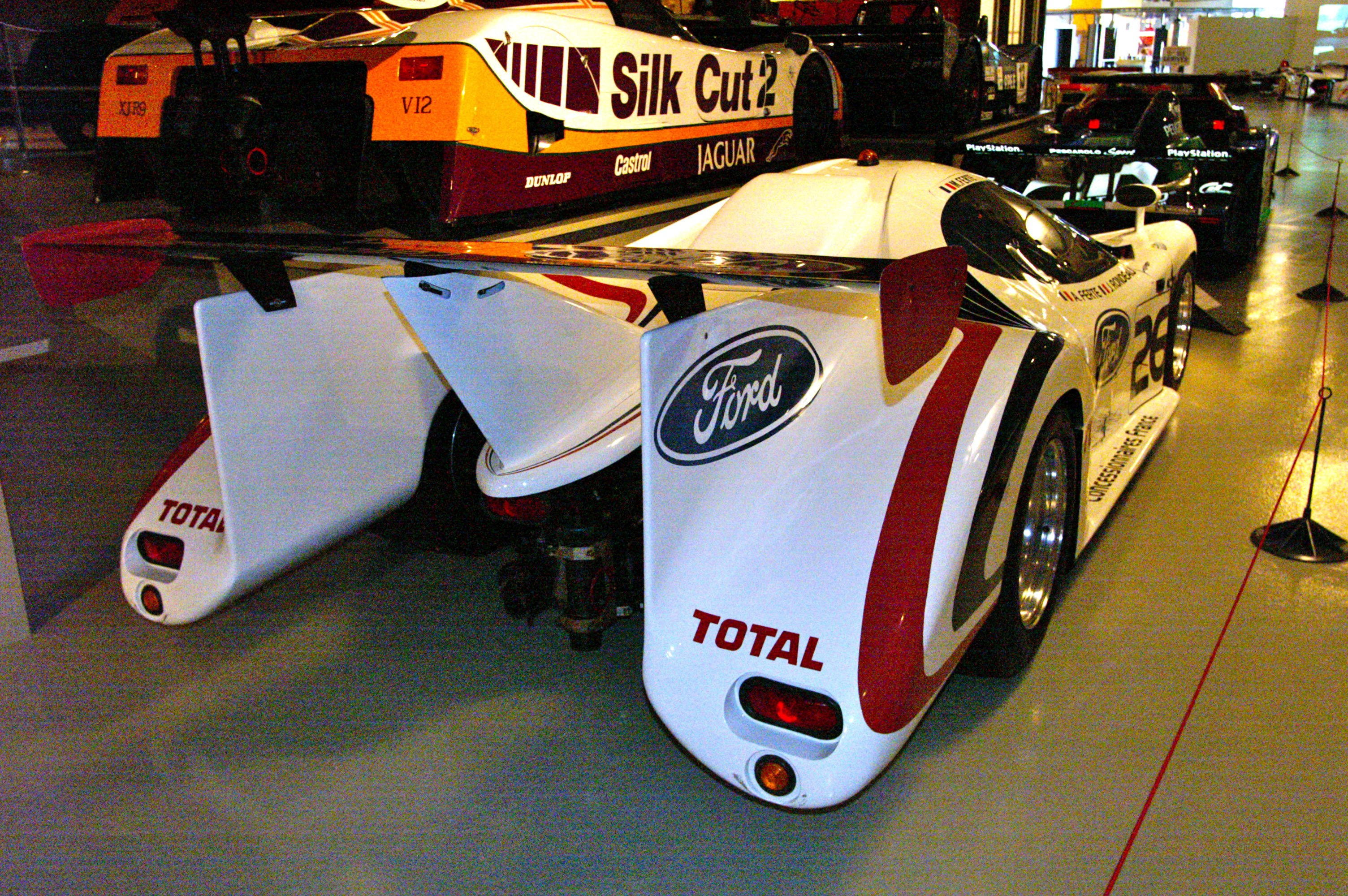
Heck des M482

Der Rondeau M482 war ein Sportwagen-Prototyp, der 1982 bei Automobiles Jean Rondeau entwickelt wurde und bis 1987 bei Sportwagenrennen zum Einsatz kam.

## Entwicklungsgeschichte und Technik
1982 entwickelte ein Ingenieurteam unter der Leitung von Jean Rondeau den ersten echten Gruppe-C-Rondeau, den M482. Das Vorgängermodell, der M382, basierte weitestgehend auf dem erfolgreichsten Rondeautyp, dem M379. Während Don Foster ein neues Fahrgestell entwarf, konstruierte der französische Rennwagenkonstrukteur und Aerodynamiker Max Sardou eine sehr runde, fast voluminöse Karosserie. Besonderes Merkmal des Rennwagens war das Heck. Ein sogenannter Venturi-Kanal, der den Venturi-Effekt nutzen sollte, um für mehr Anpressdruck auf der Hinterachse zu sorgen. So innovativ der Wagen auf den ersten Blick wirkte, so fehlkonstruiert war er. Um den großen Tunnel zu ermöglichen, wurde der Auspuff links und rechts im Wagen außen an den Kühlern vorbeigeführt. Durch diese Bauform war die Funktion der Kühler weitestgehend eingeschränkt, was zu beständiger Überhitzung der Motoren führte. Ein zwischen Auspuffrohren und Kühler angebrachter Hitzeschild konnte die Probleme zwar lindern, aber nie ganz beseitigen.
Als Triebwerk kam der 3,9-Liter-DFL-V8-Motor von Cosworth zum Einsatz. Schon bei den Testfahrten war der Verschleiß an den robusten Aggregaten groß; ein Umstand, der im Renneinsatz nicht weniger wurde.

## Renngeschichte
Seinen ersten Renneinsatz hatte der M482 schon 1982. Jean Rondeau und François Migault fuhren Chassis 001 beim 6-Stunden-Rennen von Silverstone. Schon im Training erlebte das Duo ein Fiasko. Auf den Trainingsschnellsten Jacky Ickx im Werks-Porsche 956, der eine Pole-Position-Zeit von 1.16.910 erzielte, fehlten 16 Sekunden. Der Werks-M382 mit Henri Pescarolo am Steuer war um 12 Sekunden schneller und selbst auf dem privaten M382 von Christian Bussi fehlte mehr als eine Sekunde. Im Rennen kam das frühe Ende nach 60 Runden durch Aufhängungsschaden. Es blieb 1982 bei dieser einen Rennmeldung.
Mit Ablauf der Sportwagen-Saison-1982 hatte sich Jean Rondeau werkseitig aus dem Sportwagensport zurückgezogen. Neben Streitigkeiten mit der FIA waren fehlende finanzielle Mittel eine zweite Motivationen, den Motorsport in dieser Form zu beenden.
Ford France erwarb Anfang 1983 die drei vorhandenen Chassis, um die Fahrzeuge beim 24-Stunden-Rennen von Le Mans dieses Jahres an den Start zu bringen. Das Engagement geriet zum Desaster. Schon im Training waren die M482 durch den hohen Bodeneffekt auf der Hinterachse auf den langen Geraden viel zu langsam. Im Rennen fielen alle drei Wagen vorzeitig aus. Der Wagen von Jean-Pierre Jaussaud und Philippe Streiff hatte schon nach 12 Runden ein irreparables Ölleck. Das Fahrzeug von Jean Rondeau und den Ferté-Brüdern Alain und Michel stoppte nach 90 Runden ein Motorschaden und Henri Pescarolo und Thierry Boutsen beendeten das Rennen nach 174 gefahrenen Runden; Grund: ebenfalls ein Motorschaden.
Ford verkaufte die drei Fahrgestelle Ende des Jahres an Privatteams. Bis 1987 war jedes Jahr mindestens ein M482 in Le Mans. Das letzte Erscheinen sorge auch für die beste Platzierung im Gesamtklassement. 1987 wurden Jean-Philippe Grand, Gaston Rahier und Jacques Terrien im von Graff Racing gemeldeten Fahrgestell 001 Zwölfte, allerdings mit 95 Runden Rückstand auf den siegreichen Porsche 962C von Hans-Joachim Stuck, Derek Bell und Al Holbert.